# Уиллис, Кари
Кари Уиллис (англ. Khari Willis; 7 мая 1996, Джэксон, Мичиган) — профессиональный американский футболист, корнербек. С 2019 по 2021 год выступал в составе клуба НФЛ «Индианаполис Колтс». На студенческом уровне играл за команду университета штата Мичиган. На драфте НФЛ 2019 года был выбран в четвёртом раунде.

## Биография
Кари Уиллис родился 7 мая 1996 года в Джэксоне в штате Мичиган. Учился в католической старшей школе Люмен Кристи, три года выступал за её футбольную команду на позициях сэйфти и раннинбека, играл в баскетбол. В 2014 году претендовал на титул лучшего игрока школьного футбола в Мичигане. Побил школьные рекорды по эффективности игры на выносе за игру, сезон и карьеру в целом.

### Любительская карьера
В 2015 году Уиллис поступил в университет штата Мичиган. В первом сезоне он сыграл в девяти матчах турнира NCAA, три игры начал в стартовом составе. Перед финальным матчем конференции Big Ten сломал ногу и пропустил заключительную часть сезона. В 2016 году Уиллис принял участие в одиннадцати играх, выходя на поле в составе специальных команд и на месте сэйфти.
Игроком стартового состава «Спартанс» он стал в 2017 году. Уиллис сыграл во всех тринадцати матчах сезона, сделав 71 захват, три сэка и два перехвата. В заключительном сезоне карьеры в 2018 году он также провёл тринадцать матчей, установив личный рекорд по числу сделанных захватов. Издание Pro Football Focus включило его в состав второй сборной звёзд конференции, по итогам года Уиллису присудили три командных награды. В декабре 2018 года он получил диплом бакалавра в области междисциплинарных исследований. Учёбу и спорт он совмещал с активной общественной деятельностью.

#### Статистика выступлений в NCAA
| Сезон | Команда                | Игры | Захваты | Захваты | Захваты | Захваты | Захваты | Перехваты | Перехваты | Перехваты | Перехваты | Перехваты | Фамблы | Фамблы | Фамблы | Фамблы |
| Сезон | Команда                | Игры | Solo    | Ast     | Tot     | Loss    | Sk      | Int       | Yds       | Y/R       | TD        | PD        | FR     | Yds    | TD     | FF     |
| ----- | ---------------------- | ---- | ------- | ------- | ------- | ------- | ------- | --------- | --------- | --------- | --------- | --------- | ------ | ------ | ------ | ------ |
| 2015  | Мичиган Стейт Спартанс | 9    | 2       | 9       | 11      | 0,0     | 0,0     | 0         | 0         | 0,0       | 0         | 1         | 0      | 0      | 0      | 0      |
| 2016  | Мичиган Стейт Спартанс | 11   | 16      | 14      | 30      | 0,0     | 0,0     | 0         | 0         | 0,0       | 0         | 2         | 0      | 0      | 0      | 0      |
| 2017  | Мичиган Стейт Спартанс | 13   | 39      | 32      | 71      | 5,5     | 3,0     | 2         | 20        | 10,0      | 0         | 3         | 0      | 0      | 0      | 1      |
| 2018  | Мичиган Стейт Спартанс | 13   | 38      | 39      | 77      | 1,5     | 0,0     | 1         | 30        | 30,0      | 0         | 7         | 0      | 0      | 0      | 1      |
| Всего | Всего                  | 46   | 95      | 94      | 189     | 7,0     | 3,0     | 3         | 50        | 16,7      | 0         | 13        | 0      | 0      | 0      | 2      |

### Профессиональная карьера
Перед драфтом НФЛ 2019 года аналитик сайта Bleacher Report Мэтт Миллер выделял лидерские качества и профессионализм Уиллиса, но указывал, что недостаток атлетизма помешает ему закрепиться в основном составе одного из клубов лиги. К его достоинствам Миллер относил подходящее для сэйфти телосложение, отсутствие боязни физического контакта с соперником, умение читать действия квотербека. Среди недостатков Уиллиса назывались отсутствие хорошего стартового рывка, ограниченный радиус действий, склонность терять из виду мяч или оппонента при игре в прикрытии.
Уиллис был выбран «Индианаполисом» в четвёртом раунде драфта. В мае он подписал с клубом четырёхлетний контракт, финансовые условия сделки не разглашались. В своём дебютном сезоне он принял участие в четырнадцати матчах команды, проведя на поле 620 снэпов. Тренерский штаб задействовал Уиллиса как фри сэйфти, дополнительного игрока у линии скриммиджа и слот-корнербека. Наилучшим образом он проявил себя, действуя против выноса: по числу остановок игрока с мячом Уиллис стал вторым среди новичков, игравших на позиции сэйфти. В 2020 году он составил тандем основных сэйфти «Колтс» с Джулианом Блэкмоном. В четырнадцати матчах регулярного чемпионата Уиллис сделал 82 захвата, став третьим в команде по этому показателю, два сэка и два перехвата, один из которых завершился тачдауном.
В сезоне 2021 года Уиллис смог принять участие только в одиннадцати матчах, пропустив часть сезона из-за травм паха и ноги, а также COVID-19. Всего он сделал 63 захвата, 1,5 сэка и два перехвата. В июне 2022 года он объявил о завершении спортивной карьеры и намерении стать священником.

#### Статистика выступлений в НФЛ

##### Регулярный чемпионат
| Сезон | Команда            | Игры | Захваты | Захваты | Захваты | Захваты | Захваты | Перехваты | Перехваты | Перехваты | Перехваты | Перехваты | Фамблы | Фамблы | Фамблы | Фамблы |
| Сезон | Команда            | Игры | Solo    | Ast     | Tot     | Loss    | Sk      | Int       | Yds       | Y/R       | TD        | PD        | FR     | Yds    | TD     | FF     |
| ----- | ------------------ | ---- | ------- | ------- | ------- | ------- | ------- | --------- | --------- | --------- | --------- | --------- | ------ | ------ | ------ | ------ |
| 2019  | Индианаполис Колтс | 14   | 53      | 18      | 71      | 2       | 0,0     | 0         | 0         | 0,0       | 0         | 1         | 0      | 0      | 0      | 0      |
| 2020  | Индианаполис Колтс | 14   | 65      | 20      | 85      | 3       | 2,0     | 2         | 93        | 46,5      | 1         | 6         | 0      | 0      | 0      | 1      |
| 2021  | Индианаполис Колтс | 11   | 43      | 20      | 63      | 2       | 1,5     | 2         | 0         | 0,0       | 0         | 4         | 1      | 0      | 0      | 0      |
| Всего | Всего              | 39   | 161     | 58      | 219     | 7       | 3,5     | 4         | 93        | 23,3      | 1         | 3         | 1      | 0      | 0      | 1      |

##### Плей-офф
| Сезон | Команда            | Игры | Захваты | Захваты | Захваты | Захваты | Захваты | Перехваты | Перехваты | Перехваты | Перехваты | Перехваты | Фамблы | Фамблы | Фамблы | Фамблы |
| Сезон | Команда            | Игры | Solo    | Ast     | Tot     | Loss    | Sk      | Int       | Yds       | Y/R       | TD        | PD        | FR     | Yds    | TD     | FF     |
| ----- | ------------------ | ---- | ------- | ------- | ------- | ------- | ------- | --------- | --------- | --------- | --------- | --------- | ------ | ------ | ------ | ------ |
| 2020  | Индианаполис Колтс | 1    | 4       | 1       | 5       | 0       | 0,0     | 0         | 0         | 0,0       | 0         | 0         | 0      | 0      | 0      | 0      |
| Всего | Всего              | 1    | 4       | 1       | 5       | 0       | 0,0     | 0         | 0         | 0,0       | 0         | 0         | 0      | 0      | 0      | 0      |